# Владимир Щербак
Владимир Иванович Щербак е руски художник-живописец, работил през по-голямата част от живота си в България.

## Биография
Роден е на 4 юли 1947 година в Москва, Русия. През 1975 г. завършва Ленинградското висше художественно-промишлено училище „В. И. Мухина“ в Санкт Петербург. От 1977 г. живее и работи в Пловдив, България. От следващата година е член на групата на пловдивските художници, в която по това време са емблематичните за българското пластично изкуство автори като Йоан Левиев, Христо Стефанов, Георги Бояджиев – Бояджана, Димитър Киров – ДиКиро, Георги Божилов – Слона, Енчо Пиронков, Николай Кучков, Анастас Константинов, Цвятко Сиромашки и други. През 70-те и 80-те години тази артистична и творческа група е в своя апогей и Владимир Щербак съвсем естествено се вписва в нея. Член на Съюза на българските художници от 1989 г., а в периода 1992 – 2003 г. е бил последователно председател и зам.-председател на обществото на художниците „Филипопол". Бил е преподавател в ССХУ за сценични кадри и ЕСПУ „Димитър Матевски“ в Пловдив. В последните години художникът живее и твори в село Кърнаре, община Карлово. Владимир Щербак умира на 30 юли 2018 г.

## Тврочество
Владимир Щербак рисува живопис – предимно маслени и акварел. Представя над 20 свои самостоятелни изложби в Пловдив, Карлово, София, Дюселдорф, Люксембург. Владимир Щербак има многобройни и запомнящи се участия в годишните Общи художествени изложби (ОХИ), организирани от Съюза на българските художници, има участия в международни изложби в Испания, Гърция, Турция, Швейцария, Полша, Белгия, САЩ, Израел. Носител е на Специална награда за живопис от I и II Световно биенале на живописта в Малта. С изложба през 2017 г. в пловдивската галерия „Арсенал" Владимир Щербак отбелязва 70-годишния си юбилей.
Владимир Щербак е награден с диплом за майсторство в Гърция. Носител е на специално отличие от Първото и Второ световно биенале на живопис в Малта. Негови картини са част от колекциите на международна фондация „Св. Св. Кирил и Методий" (София), Национална художествена галерия, Софийска градска художествена галерия, Градска художествена галерия – Пловдив, Галерията на славянското изкуство в Хърватия, както и в частни колекции в България, Австрия, Германия, Испания Италия, Люксембург, Русия, Франция, Швейцария.